# لخوت ماوه
لخوت ماوه (به لاتین: Lechuty Małe) یک روستا در لهستان است که در گمینا ترسپول واقع شده‌است.